# Sekulární akcelerace
Sekulární akcelerace v biologické antropologii označuje zrychlený růst a vývoj dětí, dříve nastupují fyzické změny a narůstá i hmotnost a tělesná výška dospívajících. Tento trend souvisí se změnou výživy, se snížením výskytu většiny dříve tradičních dětských nemocí, s míšením etnik, a s celkovou změnou životního stylu za posledních 100 let. Sekulární akcelerace probíhá především u populací v Evropě a Severní Americe.
Příklad: Na konci 19. století docházelo k první menstruaci (menarche) u českých dívek mezi 15 a 16 rokem věku. V roce 1938 to bylo průměrně ve 14 letech, a v roce 1962 ve 13 letech.